# Kuga u Splitu
Epidemija kuge nekoliko je puta tijekom povijesti poharala grad Split. Prva epidemija zabilježena je 1348. godine u vrijeme velike pandemije "Crne smrti" koja se iz Azije, preko Sredozemlja, proširila cijelom Europom i desetkovala stanovništvo Starog kontinenta.
Epidemije su također izbijale 1360., 1420., 1456., 1527., 1571., 1607., 1644., 1731. – 1732., 1763. – 1764. i 1783. – 1784. godine. Iako je posljednja velika epidemija izbila u 18. stoljeću, kuga se u Splitu povremeno pojavljivala čak do 19. stoljeća.
Zbog posljedica čestih epidemija bolesti, osobito kuge, stanovništvo Splita je u nekoliko navrata poprilično razrijeđeno pa je. između ostalog, i zbog toga Grad sredinom 19. stoljeća imao svega 8.200 stanovnika.

## Povijest

### Crna smrt iz 1348.
Prva epidemija kuge koja je poharala Split bila je čuvena "crna smrt" (lat. peste) iz 1348. – 1349. godine koja je pokosila između četvrtine i dvije trećine tadašnje europske populacije i izazvala značajne promjene u ekonomiji i socijalnoj strukturi.
Uz izuzetak Dubrovnika, strašna epidemija kuge u Dalmaciji iz 1348. i njezin utjecaj na društvo i gospodarstvo dalmatinskih gradova, slabo je istraživana.
Prema pisanju splitskog kroničara poznatog kao A Cutheis, kuga se počela širiti Splitom 25. prosinca 1348. godine. Kroničar ne donosi nikakve podatke o broju preminulih, ali slikovito opisuje sav užas koji je zahvatio grad. Prema srednjovjekovnom shvaćanju, kroničar pomor izazvan kugom prikazuje kao posljedicu "mnogih i različitih zločina ljudi, koje su počinili protiv Boga". Njegov opis je apokaliptičan. Navodi kako su pomoru prethodili zatamnnjenje Sunca i Mjeseca, potresi i padanje zvijezda s neba te pojavu olujnih vjetrova što je tipična apokaliptična ikonografija. Također, sliku općeg beznađa i očaja dočarava simboličkim spominjanjima divljih čopora izgladnjelih vukova koji zavijaju oko gradskih zidina kao demoni, napadaju ljude te izvlače i jedu mrtvace iz grobova; zatim gavranove koji graktaju nad gradom i šišmiše. Sve to stvara sliku jeze i dramatike koja više poetski, negoli činjenično opisuje epidemiju kuge u gradu.
Također, A Cutheis piše o leševima koji su ležali neukopani po kućama i crkvama, jer nije ostao nitko od rodbine da ih pokopa, jer su čitave obitelji podlijegale toj smrtonosnoj zarazi. Dalje kaže kako su "mnogi plemići i bezbrojni splitski pučani onih dana... umrli", a među umrlima nabraja i splitskog nadbiskupa Dominika iz splitske plemićke obitelji Lukaris. Od posljedica kuge umro je i nadbiskup Ivan, poslije čega je, 30. travnja 1349. godine, papa imenovao Hugolina de Branca iz Augubia u Umbriji za novoga nadbiskupa (1349. – 1388.).
Ukupan broj žrtava nije poznat, a nije poznato ni koliko je Split imao stanovnika uoči pojave kuge, ali evidentno je da je strahovita kuga koja je harala po cijeloj Europi, pa tako i u Dalmaciji, odnijela na stotine života u Splitu. Prema nekim procjenama, a s obzirom na stopu smrtnosti i gustoću naseljenosti u sličnim takvim srednjovjekovnim gradovima, pomrlo je najmanje 3/4 gradskog i prigradskog stanovništva.

### Kuga iz 1527. godine
Godine 1527. poharala je Split kuga koja ga je potpuno opustošila te populacijski i gospodarski unazadila. Epidemija je buknula u jesen 1526. i trajala do proljeća 1527. godine. Za vrijeme trajanja epidemije umrlo je 6.000 ljudi i spaljeno 250 kuća, često s cjelokupnim pokućstvom, knjigama, ispravama i dokumentima.
Prema podacima iz 1525. godine, Split je tada imao 1.200 za oružje sposobnih ljudi. Godine 1534., prema izvješću gradskog kneza Leonarda Bollanija (1531. – 1534.), grad je imao samo 500 ljudi sposobnih za oružje.

### Ciparski rat i kuga iz 1572. godine
Godine 1570. Mletačka Republika zaratila se s Osmanskim Carstvom. Rat se vodio i na mletačkim posjedima u Dalmaciji, odrazivši se katastrofalno na dalmatinske gradove, jer su Turci uspjeli zauzeti gotovo čitavo zaleđe primičući se nadomak samim gradovima.
U takvoj teškoj situaciji pojavila se u kolovozu 1572. godine kuga u Splitu, ali je energičnim mjerama gradskih vlasti pošast brzo svladana. Unatoč tomu, od kuge i Turaka pomrlo je mnogo ljudi. Dokumenti bilježe da je na početku rata u gradu i okolici bilo 5.000 stanovnika, od čega 1.500 sposobnih za oružje, da bi 1573. bilo svega 400 ljudi sposobnih za oružje.

### Kuga iz 1607. godine
Potkraj 16. stoljeća iznio je splitski Židov Danijel Rodrigo prijedlog o gradnji lazareta i skele koji bi grad Split učinili glavnim uporištem trgovine s Turskom. Godine 1578. mletačka je vlada prihvatila njegov prijedlog kojim je odlučeno da će sva turska trgovina na zapad prolaziti preko Splita, kao i mletačka trgovina prema Turskoj.
Mnogi građani Splita bili su protiv te ideje, bojeći se širenja pošasti koje bi sobom mogle nositi karavane iz unutrašnjosti. Usprkos tim problemima, započeo je Rodrigo 1581. godine graditi carinarnicu s lazaretom istočno od grada uz more.
Splitski lazaret otvoren je 1592. godine. U to vrijeme bio je jedan od najboljih i najvećih na svijetu. Sva roba koja je dolazila preko klisa u grad dovodila se u lazaret gdje bi se skladištila i dezinficirala, a trgovci su provodili određeno vrijeme u karanteni.
Međutim, iako su bile poduzete predostrožnosti, ipak je povećani karavanski promet prema Splitu donosio veću opasnost od izbijanja epidemije zaraznih bolesti.
U Turskom Carstvu često je harala kuga, osobito u velikim gradovima. Jedna takva, pojavila se u Sarajevu 1606. godine. Odatle se, karavanskim putovima, proširila u Dalmaciju, zahvativši najprije Zagoru, a onda i Split.
Prvi se put pojavila kuga u kući trgovca Polenija, o čemu su gradske vlasti obavještene 27. ožujka. Do 17. travnja umrlo je u gradu 17, u predgrađima 41, a u lazaretu 57 osoba, da bi do 20. travnja bilo u gradu već 90, a u predgrađu 20 sumnjivih kuća.
Split u to vrijeme nije imao bolnicu pa je na poluotoku Sustipanu podignut poseban improvizirani lazaret od dasaka za smještaj oboljelih od kuge. U tom se lazaretu 13. lipnja nalazilo 170 bolesnika.
Mnoge gradske plemićke obitelji razbježale su se na svoje posjede izvan grada, a u gradu je puku pomagao nadbiskup Markantun de Dominis (1602. – 1616.) tješeći oboljele, dijeleći im posljednju pomast i potičući svećenstvo da pomaže i obavlja uredno svoje dušobrižničke dužnosti. Vlasti su providurom za zdravstvo imenovale Gianbattista Michela.
Do 23. travnja umrlo je u gradu 17 osoba, a u predgrađima 41, dok ih je u lazaretu umrlo 57, uz još 139 bolesnika. Od 29. lipnja do 1. srpnja umrlo je 113 osoba, a od 3. do 8. srpnja ukupno 123 u gradu i predgrađima.
Dana 29. kolovoza javio je providur za zdravstvo mletačkom Senatu kako nema više novih slučajeva oboljenja te da u lazaretu na Sustipanu ima još samo 67 bolesnih. Sredinom prosinca zabilježen je posljednji slučaj bolesti.
Iz izvora se može iščitati kako je broj stanovnika prije kuge, zabilježen u kolovozu 1606. godine, iznosio 4.223 stanovnika, od čega 3044 u gradu i 1179 u predgrađima. Nakon kuge, bilo je ukupno 1.045 stanovnika, od čega 800 u gradu te 605 u predgrađima. Prema izračunu, ta je epidemija pomorila oko 3.000 građana i obnova pučanstva je potrajala sve do 1611. kada je grad "opet bio napučen kao prije".

### Kuga iz 1783. – 1784. godine
Zbog neposrednog dodira i stalne trgovine s Turskom, u kojoj je često bjesnjela kuga, bila je Dalmacija, a osobito Split, neprestano izložena opasnosti od zaraze.
Već je od jeseni 1783. uočeno nekoliko sumnjivih smrtnih slučajeva u splitskom lazaretu, ali liječnici su odbacili kugu kao uzrok. Kuga je izbila početkom 1784. godine na području Lučca i tek tada je zavladala panika. Po izbijanju epidemije, većina gradskih plemića i bogatih građana pobjegla je iz grada, a seljaštvo se razbježalo po poljima. U gradu su ostali samo oni koji nisu imali kamo.
Istovremeno, izbila je kuga i na nekom brodu iz Rovinja koji je ukrcao za Veneciju roba koja je već bila prošla propisanu karantenu u splitskom lazaretu. Nakon tog incidenta nijedan brod nije htio ukrcati robu koja je i dalje neprestano pristizala iz Bosne u lazaret. Zbog toga su se magazini toliko prepunili da nije bilo više mjesta za robu. Iz tog razloga je 12. svibnja generalni providur Francesco Valier (1784. – 1786.) zamolio bosanskog vezira Silahdar Abdulah-pašu neka obustavi karavanski promet dok za trajanja epidemije kuge u Splitu.
Sredinom svibnja kuga je zahvatila i kneževu palaču pa je gradski knez Andrea Paruta (1781. – 1784.) s obitelji i pratnjom pobjegao u Kaštel Lukšić. Izvanredni providur za zdravstvo Angelo Diedo stigao je u Split tek 1. lipnja kada je već bilo kasno da se provedu odgovarajuće zaštitne mjere. Najviše je stradao stari dio grada i predgrađe Lučac. Mrtvi su se pokapali na rtu Bačvica (na Katalinića brigu zakopano je oko 1.000 leševa i zaliveno živim vapnom), Sustipanu i zapadnom bastionu. Kuga je imala strahovite posljedice u Splitu. Od 29. ožujka do 3. lipnja umrlo je u Splitu 1.060 osoba.